# SF-kanalen
SF-kanalen är elfte kanalen i C More och är ett samarbete mellan C More och SF. Sändningarna startade 1 oktober 2009. Kanalen sänder dygnet runt och ingår i C Mores filmpaket. Kanalen visar svenska storfilmer, klassiska filmer och barnfilmer från SF.
Svensk Filmindustri hade en egen tv-kanal mellan 1988 och 1991 under namnet SF Succé.

## Distribution
Canal Digital, Com Hem och Boxer distribuerar kanalen. Boxer visar kanalen på samma kanalplats som C More Sport på vardagar 01.00–18.00 och helger 01.00–12.00. Tidigare distribuerade även TV4 Play Premium kanalen.